# Little Red Corvette
Little Red Corvette ist ein 1982 veröffentlichter Song des US-amerikanischen Musikers Prince, den er geschrieben, komponiert, arrangiert und produziert hat. Das Stück ist auf seinem Album 1999 enthalten und wurde am 9. Februar 1983 als zweite Single des Albums ausgekoppelt.

## Geschichte
Die Idee zum Song kam Prince, als er zusammen mit Lisa Coleman, Mitglied seiner damaligen Begleitband The Revolution, in deren Mercury Marauder nach einer langen Aufnahmesitzung die Nacht verbrachte. Die Inspiration zum Text kam ihm im Verlauf dieser Nacht.
Die Instrumentierung ist dominiert von Drums einer Linn LM-1, eines langsamen musikalischen Aufbaus und ein paar Chören. Im Hintergrundgesang hört man Lisa Coleman und Dez Dickerson, letzterer spielt auch das Gitarrensolo mit der E-Gitarre.
Little Red Corvette ist komponiert in Des-Dur und verläuft im Tempo von 123 Schlägen pro Minute (engl. = bpm), Prince’ Gesang reicht in einer Tonhöhe von A♭2 bis D♭5 im Lied. Im Song singt Prince in der Rolle des lyrischen Ichs von einem One-Night-Stand mit einer schönen, aber promiskuitiven Frau – ihre Vagina bezeichnet er als „Little Red Corvette“. Obwohl er die Erfahrung genießt, drängt er sie, es „langsam anzugehen“ und sich in einer dauerhaften Beziehung zu binden, ehe sie sich geistig selbst zerstört. Autos, Pferde und Jockeys dienen hier im Text als Lustmetapher.
Die Textzeile "Cause you had a pocket full of horses
Trojan and some of them used" ist prägend für Prince lyrische, sowie schlüpferische Umsetzung des Geschehens – auch um die damalige Radiozensur zu umgehen. Die Umschreibung "horses", "Trojan" und "used", also "gebraucht", eröffnet dem Zuhörer eine andere Bedeutung, wenn dieser erkennt, dass es sich bei "Trojan" nicht -nur- um griechische Mythologie handelt, sondern damit eine US-Kondommarke gemeint ist.
In diesem Zusammenhang bemerkt man auch, dass die Texte Elemente diverser Post-Disco-Lieder enthalten: „Disco lebt durch den Mythos, dass der Samstag nie endet. Little Red Corvette besteht nicht nur darauf, es zu tun, es erinnert uns auch an Dinge, die in den abgedunkelten Ecken der Vereine und Gassen, ganz dunkel und schattig geschehen.“ Laut Jack Hamilton von Slate.com.
Die US-Veröffentlichung erfolgte am 9. Februar 1983. Im Vereinigten Königreich wurde Little Red Corvette insgesamt dreinmal veröffentlicht: Am 4. April 1983 mit der B-Seite Horny Toad, am 4. November 1983 mit der B-Seite Lady Cab Driver und am 11. Januar 1985 als Doppel-A-Seite mit dem Song 1999.
Little Red Corvette ist auch auf den Prince-Kompilationen His Majesty’s Pop Life/The Purple Mix Club (1985), The Hits/The B-Sides (1993), The Very Best of Prince (2001), Ultimate (2006) und 4Ever (2016) zu finden. Außerdem wurde der Song im Jahr 2019 auf dem Album 1999 Super Deluxe platziert, eine überarbeitete Neuauflage des Originalalbums.

## Rezeption
Im Jahr 2021 wählte das US-Musikmagazin Rolling Stone den Song Little Red Corvette auf Platz 360 von Die 500 besten Songs aller Zeiten.

## Kommerzieller Erfolg

### Chartplatzierungen
Little Red Corvette erreichte Platz 54 in den britischen Singlecharts. In den Vereinigten Staaten schaffte die Single am 30. April 1983 den Sprung in die Top 10 (Rang 6), womit Prince seinen ersten Top-10-Hit in seinem Heimatland erzielte.
| ChartsChartplatzierungen       | Höchstplatzierung | Wochen |
| ------------------------------ | ----------------- | ------ |
| Vereinigte Staaten (Billboard) | 6 (24 Wo.)        | 24     |
| Vereinigtes Königreich (OCC)   | 54 (11 Wo.)       | 11     |

| ChartsJahrescharts (1983)      | Platzierung |
| ------------------------------ | ----------- |
| Vereinigte Staaten (Billboard) | 25          |

### Auszeichnungen für Musikverkäufe
| Land/Region                  | Auszeichnungen für Musikverkäufe (Land/Region, Auszeichnung, Verkäufe) | Verkäufe |
| ---------------------------- | ---------------------------------------------------------------------- | -------- |
| Neuseeland (RMNZ)            | Gold                                                                   | 15.000   |
| Vereinigtes Königreich (BPI) | Silber                                                                 | 200.000  |
| Insgesamt                    | 1× Silber · 1× Gold ·                                                  | 215.000  |

Hauptartikel: Prince/Auszeichnungen für Musikverkäufe

## Coverversionen
- 1987: Sandra Bernhard
- 1993: Bob Belden
- 1995: Royal Philharmonic Orchestra
- 1997: Phil Collins feat. East 17[14] (Liveversion)
- 2001: Paul Kelly